# Ricky Gallon
Richard Alonso Gallon, más conocido como Ricky Gallon, (Tampa, Florida, 12 de marzo de 1957–10 de enero de 2025) fue un jugador de baloncesto estadounidense. Con 2.13 metros de estatura, jugaba en la posición de pívot.

## Trayectoria
- Universidad de Louisville (1974-1978)
- A.P.U. Udine (1978-1980)
- Pallacanestro Vigevano  (1981-1982)
- Bàsquet Manresa (1984)
- Pallacanestro Cantú (1988)
- Ferro (1989 - 1990)